# Kanton Pamiers-1
Der Kanton Pamiers-1 ist ein französischer Wahlkreis im Département Ariège in der Region Okzitanien. Er umfasst einen Teilbereich der Gemeinde Pamiers und 13 weitere Gemeinden in den Arrondissements Foix und Pamiers. Durch die landesweite Neuordnung der französischen Kantone wurde er 2015 neu geschaffen.

## Gemeinden
Der Kanton besteht aus 14 Gemeinden und Gemeindeteilen mit insgesamt 12.842 Einwohnern (Stand: 1. Januar 2022) auf einer Gesamtfläche von 128,02 km²:
| Gemeinde             | Einwohner 1. Januar 2022 | Fläche km² | Dichte Einw./km² | Code INSEE | Postleitzahl | Arrondissement |
| -------------------- | ------------------------ | ---------- | ---------------- | ---------- | ------------ | -------------- |
| Artix                | 113                      | 7,35       | 15               | 09021      | 09120        | Foix           |
| Benagues             | 502                      | 3,01       | 167              | 09050      | 09100        | Pamiers        |
| Bézac                | 476                      | 10,99      | 43               | 09056      | 09100        | Pamiers        |
| Escosse              | 362                      | 14,83      | 24               | 09116      | 09100        | Pamiers        |
| Lescousse            | 82                       | 8,48       | 10               | 09163      | 09100        | Pamiers        |
| Madière              | 272                      | 10,28      | 26               | 09177      | 09100        | Pamiers        |
| Pamiers              | 6.177                    | 18,19      | 340              | 09225      | 09100        | Pamiers        |
| Rieux-de-Pelleport   | 1.261                    | 8,16       | 155              | 09245      | 09120        | Foix           |
| Saint-Bauzeil        | 57                       | 4,47       | 13               | 09256      | 09120        | Foix           |
| Saint-Jean-du-Falga  | 2.864                    | 4,03       | 711              | 09265      | 09100        | Pamiers        |
| Saint-Martin-d’Oydes | 251                      | 11,64      | 22               | 09270      | 09100        | Pamiers        |
| Saint-Michel         | 91                       | 5,92       | 15               | 09271      | 09100        | Pamiers        |
| Saint-Victor-Rouzaud | 215                      | 12,77      | 17               | 09276      | 09100        | Pamiers        |
| Unzent               | 119                      | 7,90       | 15               | 09319      | 09100        | Pamiers        |
| Kanton Pamiers-1     | 12.842                   | 128,02     | 100              | 0907       | –            | –              |

1. ↑   Nur der südwestliche Teil der Gemeinde, der Rest gehört zum Kanton Pamiers-2.

## Veränderungen im Gemeindebestand seit der landesweiten Neuordnung der Kantone
2023: Fusion Bézac und Saint-Amans → Bézac

## Politik
| Vertreter im Departementrat | Vertreter im Departementrat                | Vertreter im Departementrat |
| Amtszeit                    | Namen                                      | Partei                      |
| --------------------------- | ------------------------------------------ | --------------------------- |
| 2015–2021                   | Jacques Laffargue Marie-France Vilaplana   | PS                          |
| 2021–                       | Jean-Christophe Cid Marie-France Vilaplana | PS                          |